# Рондон (Колумбия)
Рондон (исп. Rondón) — небольшой город и муниципалитет в центральной части Колумбии, на территории департамента Бояка. Входит в состав провинции Маркес.

## История
Поселение, из которого позднее вырос город, было основано в 1904 году. Муниципалитет Рондон был выделен в отдельную административную единицу в 1936 году.

## Географическое положение

Муниципалитет Рондон

Город расположен в центральной части департамента, в гористой местности Восточной Кордильеры, на расстоянии приблизительно 24 километров к юго-востоку от города Тунха, административного центра департамента. Абсолютная высота — 2110 метров над уровнем моря.
Муниципалитет Рондон граничит на севере с территорией муниципалитета Сьячоке, на востоке — с муниципалитетом Песка, на юге и юго-востоке — с муниципалитетом Сетакира, на юго-западе — с муниципалитетом Рамирики, на западе — с муниципалитетами Виракача и Сьенега. Площадь муниципалитета составляет 258 км².

## Население
По данным Национального административного департамента статистики Колумбии, совокупная численность населения города и муниципалитета в 2015 году составляла 2822 человека.
Динамика численности населения муниципалитета по годам:
| 2005 | 2006 | 2007 | 2008 | 2009 | 2010 | 2011 | 2012 | 2013 | 2014 | 2015 |
| ---- | ---- | ---- | ---- | ---- | ---- | ---- | ---- | ---- | ---- | ---- |
| 3011 | 2997 | 2978 | 2948 | 2937 | 2916 | 2895 | 2878 | 2860 | 2841 | 2822 |

Согласно данным переписи 2005 года мужчины составляли 50,7 % от населения Рондона, женщины — соответственно 49,3 %. В расовом отношении белые и метисы составляли 99,96 % от населения города; негры, мулаты и райсальцы — 0,04 %.
Уровень грамотности среди всего населения составлял 84,4 %.

## Экономика
Основу экономики Рондона составляет сельское хозяйство.

44 % от общего числа городских и муниципальных предприятий составляют предприятия торговой сферы, 31,9 % — предприятия сферы обслуживания, 23,4 % — промышленные предприятия, 0,7 % — предприятия иных отраслей экономики.